# Zanny Petersen
Zanny Christiane Petersen (20. maj 1892 i København – 7. november 1976) var en dansk skuespillerinde.
Zanny Petersen var fra 1911 uddannet på Det kongelige Teaters elevskole, og debuterede i 1913 på Det kongelige Teater som Agnete i Elverhøj. Senere kom hun til det Det ny Teater (1913-1914), hun forblev med teaterskuespillet indtil 1922 hvor hun blev gift og stoppede sin karriere. Under teateruddannelsen havde hun også optrådt som statist i Nordisk Films filmproduktioner. I 1912 fik hun sin filmdebut med en mindre rolle i filmen Damernes Blad, hvorefter hun fra 1912 til 1917 medvirkede i over 40 film for Nordisk Film; bl.a. store produktioner som Opiumsdrømmen, Pax Æterna og Himmelskibet. 
Hun var kun 17 år da hun startede med film hos Nordisk Film, og spillede gerne karakteren som den unge og uskyldige pige. I september 1917 tvang de forværrede økonomiske omstændigheder omkring 1. verdenskrig Nordisk Film til at opsige kontrakten med 50 skuespillere, heriblandt Zanny Petersen. Sammen med Philip Bech og Alf Blütecher anlagde og vandt hun sag om uretsmæssig kontraktbrud og fik tilkendt kompensation fra Nordisk Film, svarende til lønnen i den resterende kontraktperiode. Ud over Nordisk Film indspillede hun også i 1914 fire film for Filmfabrikken Danmark
Zanny Petersen var datter af malermester Herman Petersen og Minna Petersen. Den 13. oktober 1922 blev hun gift med lægen Poul Jacob Ernst (1893 – 1964) hvorefter hun stoppede skuespillerkarrieren. Zanny og Poul blev senere optaget af kristendom og viede deres liv til at hjælpe andre mennesker.
Hun og hendes mand fik i midt 30'erne en kristen vækkelse, og viede derefter deres liv til medmenneskelig hjælp, bl.a. som værge for fængselsfanger. I forbindelse med vækkelsen tog Zanny afstand fra sin tidligere skuespillervirksomhed. "Filmtiden, Berømmelsen og alt det andet, der fulgte med den, ja, det var ikke andet end Teater – tarveligt Teater". 
Zanny Petersen døde den 7. november 1976 og ligger begravet på Frederiksberg Ældre Kirkegård.

## Filmografi
| - En hjemløs Fugl (Instruktør Gunnar Helsengreen, 1911) - Kærlighedens Styrke (Instruktør August Blom, 1911) - Ekspeditricen (som Lily; Instruktør August Blom, 1911) - Livets Løgn (Instruktør August Blom, 1911) - Hævnen er sød (instruktør William Augustinus, 1911) - Den forsvundne Mona Lisa (som Lissie, redaktørens datter; Instruktør Eduard Schnedler-Sørensen, 1911) - Herr Storms første Monocle (Instruktør August Blom, 1911) - Anna fra Æbeltoft (Instruktør Eduard Schnedler-Sørensen, 1911) - Folkets Vilje (Instruktør Eduard Schnedler-Sørensen, 1911) - Knap og Hægte (Instruktør Eduard Schnedler-Sørensen, 1911) - Ungdommens Ret (som Else, hofjægermesterens datter; Instruktør August Blom, 1911) - For aabent Tæppe (Instruktør August Blom, 1912) - Det gamle Købmandshus (som Solveig; Instruktør August Blom, 1912) - Eventyr paa Fodrejsen (som Johanne, Svales broderdatter; Instruktør August Blom, 1912) - Hvad Møllebranden afslørede (som Alma, majorens datter; Instruktør Eduard Schnedler-Sørensen, 1912) - De uheldige Friere (ubekendt instruktør) - Naar Hjertet staar i Brand (Instruktør Eduard Schnedler-Sørensen, 1912) - Kærlighed og Venskab (Instruktør Eduard Schnedler-Sørensen, 1912) - Mens Pesten raser (Instruktør Holger-Madsen, 1913) - Hans vanskeligste Rolle (Instruktør August Blom, 1913) - Den hvide Dame (Instruktør Holger-Madsen, 1913) - Gøglerens Datter (Instruktør Leo Tscherning, 1913) - Troskabsvædsken (Instruktør Sofus Wolder, 1913) - Hustruens Ret (Instruktør Leo Tscherning, 1913) | - I Stævnemødets Time (Instruktør Sofus Wolder, 1913) - En Fortid (som Ellen, Fannys datter; Instruktør Eduard Schnedler-Sørensen, 1913) - Prins for en Dag (som Grethe, borgmesterdatter; Instruktør Eduard Schnedler-Sørensen, 1913) - Fra Fyrste til Knejpevært (Instruktør Holger-Madsen, 1913) - Prinsesse Elena (som Tjenestepige på slottet; Instruktør Holger-Madsen, 1913) - Zigeuneren Raphael (som Inger, Waldorfs datter; ubekendt instruktør, 1914) - Kvinder (som Gaby; ubekendt instruktør, 1914) - Diligencekusken fra San-Hilo (som Rosa, Jacks niece; ubekendt instruktør, 1914) - Millionærdrengen (som Lolly, Plummers datter; Instruktør Holger-Madsen, 1914) - Opiumsdrømmen (som Henny von Brincken; Instruktør Holger-Madsen, 1914) - Fangen paa Zora (som Dagmar, grev Orloffs datter; ubekendt instruktør, 1915) - Grevinde Hjerteløs (Instruktør Holger-Madsen, 1916) - Rovedderkoppen (Instruktør August Blom, 1916) - Maaneprinsessen (som Kitty, Weltons datter; Instruktør Holger-Madsen, 1916) - Manden uden Smil (som Claire, professor Legays datter; Instruktør Holger-Madsen, 1917) - Den sorte Kugle (som Nelly, Tayners datter; Instruktør Martinius Nielsen, 1917) - Pjerrot (som Gabrielle Riot, Jeans hustru; Instruktør Hjalmar Davidsen, 1917) - Pax Æterna (som Bianca, Claudius' datter; Instruktør Holger-Madsen, 1917) - Himmelskibet (som Corona, Avantis' søster; Instruktør Holger-Madsen, 1918) - Dykkerklokkens Hemmelighed (som Sonnia, Carras' adoptivdatter; Instruktør George Schnéevoigt, 1918) - Retten sejrer (som Efka; Instruktør Holger-Madsen, 1918) - Lydia (som Gudrun Aarup; Instruktør Holger-Madsen, 1918) - Hendes Helt (som Tove Gram, Ingas veninde; Instruktør Holger-Madsen, 1919) |